# Joseph Sullivan
Joseph Sullivan (Rangiora, 11 de abril de 1987) es un deportista neozelandés que compitió en remo.
Participó en los Juegos Olímpicos de Londres 2012, obteniendo una medalla de oro en la prueba de doble scull.
Ganó dos medallas de oro en el Campeonato Mundial de Remo, en los años 2010 y 2011. Además, obtuvo una medalla de bronce en el Campeonato Mundial de Remo de Mar de 2024.

## Palmarés internacional
| Juegos Olímpicos   | Juegos Olímpicos          | Juegos Olímpicos | Juegos Olímpicos |
| Año                | Lugar                     | Medalla          | Prueba           |
| ------------------ | ------------------------- | ---------------- | ---------------- |
| 2012               | Londres (Reino Unido)     | Medalla de oro   | Doble scull      |
| Campeonato Mundial |                           |                  |                  |
| Año                | Lugar                     | Medalla          | Prueba           |
| 2010               | Cambridge (Nueva Zelanda) | Medalla de oro   | Doble scull      |
| 2011               | Bled (Eslovenia)          | Medalla de oro   | Doble scull      |